# Cayetano Valdés

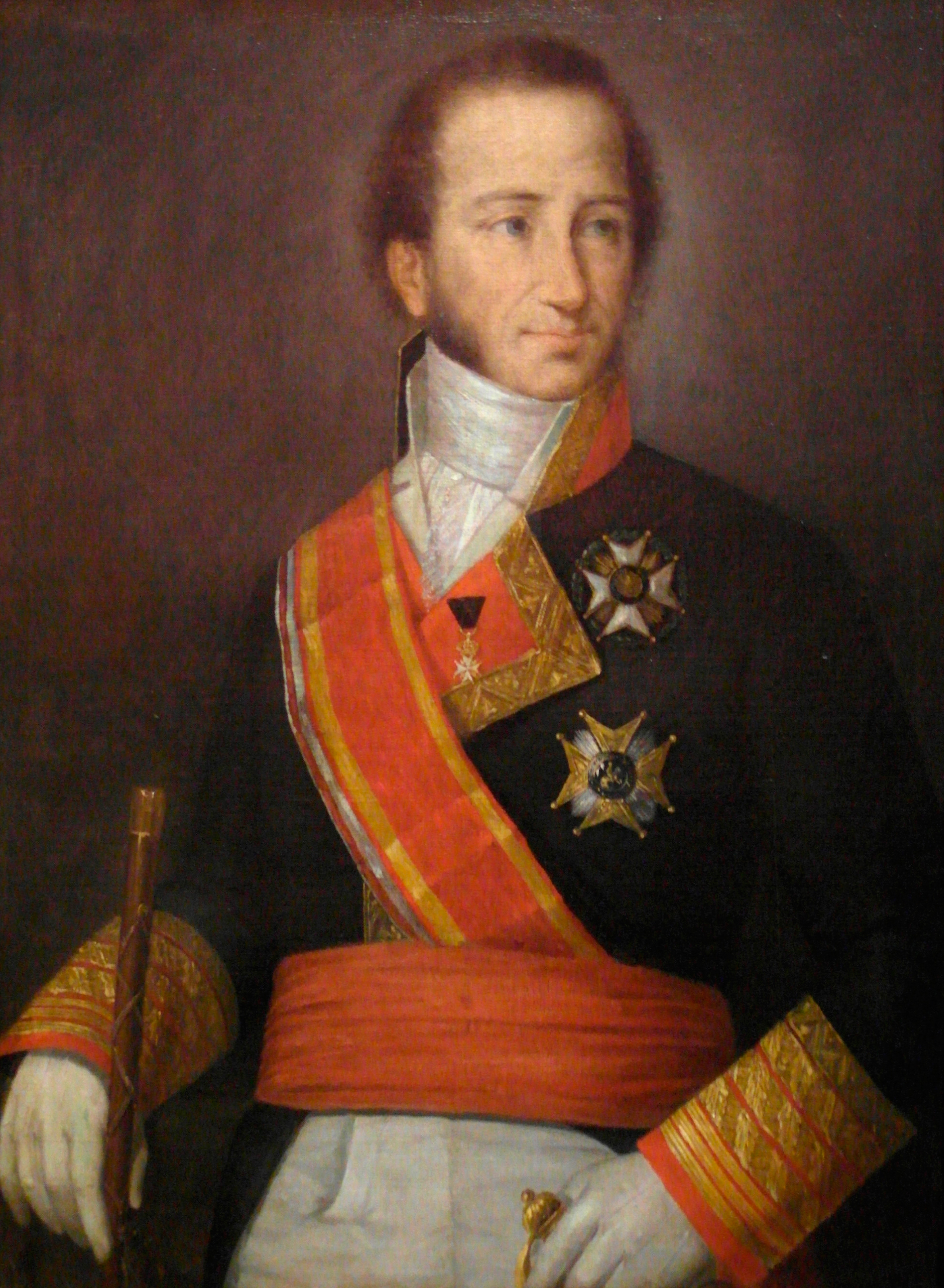
Retrato de Cayetano Valdés y Flores. Obra de José Roldán y Martínez, Sevilla, 1847.

Cayetano Valdés (Sevilla, 28 de septiembre de 1767 - 6 de febrero de 1835) fue un militar, Capitán General y Ministro de Guerra durante el reinado de Fernando VII. Combatió en la Guerra de la Independencia Española y en las Guerras Napoleónicas.

## Biografía
De familia hidalga y de militares, su padre, Cayetano de Valdés y Bazán, fue comisario de guerra de los Reales Ejércitos y poseedor de varios mayorazgos y oficios perpetuos en Asturias y en la Rioja. Su madre, María Antonia Flórez de Peón, provenía de la casa de Flórez del lugar de la Vega de los Viejos en Babia, y tras quedar viuda en 1770, volvió a casarse con el teniente general Arnaldo Desmaissières, natural de Flandes y que había servido en la guardia valona. Fue nieto de Fernando de Valdés y Quirós, asistente y superintendente de Sevilla e intendente general de las tropas de Andalucía, y sobrino carnal del otro capitán general de la Armada de su mismo apellido: Antonio de Valdés y Fernández Bazán (1744-1816), secretario de Estado y del Despacho Universal de Marina e Indias, bailío sanjuanista, caballero del Toisón de Oro.
La familia vivía en el Palacio de Valdés-Bazán. Cayetano fue el sexto de los siete hijos que tuvieron sus padres: todos varones y casi todos militares. Dos de sus hermanos, José y Joaquín, fueron también marinos y alcanzaron el grado de jefe de escuadra. José, el primogénito, sucedió en los vínculos familiares, se cruzó de santiaguista y fue padre del primer Marqués de Casa Valdés. Tuvo además dos hermanos uterinos: Antonio Desmaissières y Flórez, coronel de Infantería y caballero de Santiago, que casó con la marquesa de la Motilla, y el general Miguel Desmaissières y Flórez, que destacó en la Guerra de la Independencia Española, y se casó con la condesa de la Vega del Pozo. Este último fue padre del duque de Sevillano y de Santa Micaela del Sacramento.
Cayetano sentó plaza de guardiamarina en el departamento de Cádiz año de 1780, antes de cumplir los 14 años de edad. Terminados sus estudios, embarcó en la escuadra de Luis de Córdova que bloqueaba Gibraltar mientras la plaza era atacada por el Duque de Crillón. Tomó parte en el combate que Córdova sostuvo en el Estrecho de Gibraltar en 1782 contra el almirante Howe, y en la segunda expedición contra Argel de Antonio Barceló al año siguiente.
Formó parte asimismo, ya con el grado de teniente de navío, de la expedición Malaspina que contorneó toda América del Sur y dio la vuelta al mundo visitando las Colonias españolas, expedición emprendida con el objeto de conocer las necesidades políticas, económicas y militares de aquéllas, además de realizar el estudio hidrográfico de las costas propias y extrañas, así como de la astronomía y ciencias naturales. En dicha expedición se paró en Acapulco para iniciar, por orden superior, la exploración del estrecho de Juan de Fuca, al que la crónica del viaje de Maldonado daba como el famoso paso del norte o de comunicación del Pacífico con el Atlántico. Mandaba la goleta Mejicana, en tanto que el jefe de la expedición era Dionisio Alcalá Galiano, comandante de la Sutil.
En 1797, mandando el navío Infante don Pelayo, estuvo en la fatídica Batalla del Cabo de San Vicente, librada entre la escuadra del general José de Córdova y la del almirante Jervis. Al oír el cañonazo, Valdés dirigió el Pelayo al sitio donde más duro era el combate, al tiempo que el buque insignia, el Santísima Trinidad, era rendido por tres navíos británicos, después de haber sido desarbolado y haber perdido las dos terceras partes de su dotación.
Valdés aparece en un momento crucial, acercándose a toda vela en medio de la espesa niebla. Salvemos al Trinidad o perezcamos todos dice a su gente, y un ¡Viva el Rey! resuena por todo el navío en señal inequívoca de obedecer a su comandante o perecer en el intento. Obligó a izar de nuevo la bandera en el Trinidad, y haciendo prodigios de valor, secundado por Baltasar Hidalgo de Cisneros, que mandaba el San Pablo, salvó al buque insignia de caer en manos de los enemigos. Por esta acción fue ascendido a capitán de navío.
En el mismo año de 1797 formó parte en la defensa de Cádiz contra las fuerzas de Nelson, a las órdenes del nuevo almirante de la Armada José de Mazarredo.
Durante los dos años siguientes Valdés hizo dos salidas con la escuadra en persecución de fuerzas del enemigo bloqueador. En la segunda llegó hasta Cartagena, donde se unió con la francesa del almirante Bruix, con la que luego se dirigió la española a Cádiz y a Brest.
En este puerto, por ser el Pelayo uno de los navíos que se entregaron a la Francia napoleónica por el Tercer Tratado de San Ildefonso, pasó a mandar el Neptuno, que era el navío insignia del general Federico Gravina. Sin dejar el mando de éste, fue nombrado mayor general de la escuadra, saliendo de Brest a finales de 1801 para sofocar la rebelión de Santo Domingo. Pasó después a La Habana, volviendo a Cádiz en 1802, en cuya fecha fue ascendido a brigadier de la Real Armada.
La injustificable agresión británica a cuatro fragatas españolas en el cabo de Santa María provocó de nuevo la guerra con el Reino Unido, y a petición propia Valdés se hizo cargo del mando del Neptuno, ahora perteneciente a la escuadra del teniente general Domingo Pérez de Grandallana, que se armaba en Ferrol a fines de 1804. Mientras se alistaban estas fuerzas, sin cesar en el mando de su buque tomó el de las fuerzas sutiles con base en la Graña; con ellas salió a la mar varias veces, sosteniendo combate con los buques enemigos bloqueadores, siempre en apoyo del comercio de cabotaje como era la misión de estas fuerzas.
En agosto de 1805 zarpó la escuadra de Ferrol, uniéndose a la combinada de Gravina y Villeneuve. En el combate de Trafalgar, reñido el 21 de octubre de aquel año contra la escuadra de Nelson, ocupaba el Neptuno la cabeza de la línea de combate, formando parte de la división de vanguardia mandada por el contralmirante Dumanoir. Ya trabada la lucha, el Neptuno, a pesar de la lentitud de decisión de Dumanoir, dio media vuelta y acudió en auxilio del Bucentaure y del Santísima Trinidad.
Cuatro navíos británicos trataban de batirles por la proa concentrando sus fuegos de toda la banda. Contra ellos se lanzó Valdés, pero el heroísmo del comandante del Neptuno no logró su objetivo de salvar al Santísima Trinidad ni al Bucentaure. Los marinos españoles tenían bien presente la máxima de que: en un día de combate, no está en su puesto el capitán que no está en el fuego. Valdés recibió una herida grave, negándose a abandonar su puesto. Al fin perdió el conocimiento y los que quedaron en el Neptuno, ya maltrecho y sin valor combativo, decidieron su rendición.
El temporal que sobrevino al combate salvó al Neptuno de manos de los británicos, mas fue para empujarlo contra la costa, hundiéndose en las cercanías del castillo de Santa Catalina en Cádiz.
Por su comportamiento en el combate fue ascendido a jefe de escuadra, tomando el mando de la que se reunió en Cartagena y arbolando su insignia en el navío Reina María Luisa, de 112 cañones.
El 10 de febrero de 1808 salió con sus buques con orden de dirigirse a Tolón, pero, ya porque preveía los acontecimientos, ya por el mal tiempo, el hecho es que arribó a las Baleares precisamente con ocasión del alzamiento nacional del dos de mayo, evitando de este modo que los buques cayesen en poder del emperador de los franceses. Esta arribada fue muy criticada por los franceses, lo cual es precisamente un galardón para Valdés, que fue quien la dispuso.
Con las abdicaciones de Bayona y por la gran influencia que ejercía cerca del gobierno de Joaquín Murat, general en jefe del ejército francés, Valdés fue depuesto y residenciado. En 1809, ya ascendido a teniente general por la Junta Suprema, fue nombrado gobernador, capitán general y jefe político de Cádiz. En ese puesto defendió resistencia de la ciudad, evitando que fuera tomada por el ejército imperial napoleónico dándose el sitio de Cádiz.
Al ser vencido el ejército napoleónico y expulsado totalmente del suelo patrio, regresó el Deseado Fernando VII a ocupar el trono. Con la reimplantación del absolutismo, Valdés fue confinado en el Castillo de Santa Bárbara. Acudió esta vez en su ayuda su anciano tío Valdés y Bazán; se le concedería el perdón a condición de que se doblegase a pedir clemencia al rey, pero Valdés no quiso hacerlo por considerarse libre de toda culpa.
Cuando el duque de Angulema invadió España, el gobierno se trasladó a Cádiz. Al negarse el rey a trasladarse a dicha plaza, se le incapacitó y, a propuesta del diputado Alcalá Galiano, fue nombrada una Regencia compuesta por los generales de Mar Cayetano Valdés, Gabriel Císcar y el teniente general del ejército Gaspar de Vigodet. Al fin el rey llegó a Cádiz y la Regencia se apresuró a resignar en él sus poderes, haciéndolo el 15 de junio de 1823.
Empezado el sitio por los franceses, Valdés fue nombrado general en jefe de las fuerzas de tierra y mar. Desempeñó su cometido con inteligencia y valor, y son un modelo de dignidad y entereza las comunicaciones dirigidas al mayor general del ejército sitiador, con ocasión de intimar éste a Valdés, en nombre del duque de Angulema, a proteger la vida del rey y de su familia, amenazando con pasar a cuchillo a las principales jerarquías y hasta a los diputados a Cortes si algo les acontecía.
Valdés respondió que, precisamente, mientras el ejército francés y el absolutista español bombardeaban Cádiz, los amenazados con represalias se ocupaban, sólo por lealtad y no por amenazas, de la protección de la real familia y dice:

¿O quiere S. A. que el mundo diga que cuando las armas francesas le atacaron era debido a un sobrado miedo, hijo de una intimación que V. E. hace por orden de S. A.?, ¿Y a quién? ¡Dirigiéndola al pueblo más digno de la tierra y a un militar que nunca hará nada por miedo!

Terminada la tensión de guerra y finalizado el sitio el 1 de octubre, al trasladarse el rey y la real familia al cuartel general francés, Valdés, por ser el oficial de marina más caracterizado, patroneó como prescribe la ordenanza la falúa que condujo a las reales personas al Puerto de Santa María.
Ya había sido advertido por el general francés, nuevo gobernador militar de Cádiz, de que iba a ser encarcelado, pero no quiso ponerse a salvo para no dar la sensación de que tenía algo que temer. Una vez en el puerto, para librarle de la prisión y muerte, el general francés le arrestó preventivamente en uno de sus buques, al que dio orden de salir inmediatamente para Gibraltar, con el solo objeto de salvar al capitán general español.
De Gibraltar pasó Valdés al Reino Unido, donde vivió diez años, siendo tratado con respeto, caballerosidad y admiración por los que en guerra tanto habían combatido. Merced a la amnistía decretada por la reina gobernadora María Cristina de Borbón, Valdés volvió a España, siendo nombrado capitán general de la Armada y dándosele el mando del departamento de Cádiz.
Fue nombrado después prócer del Reino, falleciendo en San Fernando el 6 de febrero de 1835, siendo enterrado en el cementerio de la ciudad.
Unos años más tarde se decretó el traslado al Panteón de Marinos Ilustres, con fecha del 11 de junio de 1851, pero recién el 3 de octubre de 1858 tuvo lugar el traslado, que se efectuó sin ceremonia ninguna, quedando depositado en una de las capillas del Panteón. En 1860, la situación de los restos sirvió de argumento para que se acabasen las obras del edificio, donde por fin se les dio sepultura definitiva en la nave del Este del crucero central, sin precisarse la fecha en que esto ocurrió, porque al parecer se debió a una orden de las autoridades locales, deseosas de impedir con su definitivo enterramiento el deterioro o extravío de tan respetables cenizas.
El mausoleo, costeado por sus descendientes, es muy sencillo. Lo rodea una alta verja de hierro fundido, con cañones boca abajo, y en la losa tiene la siguiente inscripción:

Aquí reposa / El Exc.mo Señor / Don Cayetano Valdés y Flores, / Capitán General / que fue / de la Armada Nacional, / Caballero Gran Cruz / de las Órdenes Militares / de San Fernando / y San Hermenegildo / y / de la de San Juan de Jerusalem. / Nació en la ciudad de Sevilla / el 24 de septiembre de 1767 / y falleció en San Fernando / el 6 de febrero de 1835, / siendo Capitán General / del Departamento de Cádiz. / D. E. P. / Sus sobrinos / El Duque y la Duquesa de Uceda. / Por amor y respeto.

Contrajo matrimonio con Isabel Roca de Togores y Valcárcel, dama noble de María Luisa, que era viuda de Francisco Valcárcel y Pío de Saboya, su tío carnal. Natural de la ciudad de Orihuela, fue bautizada en la catedral el 16 de abril de 1783 y murió divorciada de su marido en Nápoles en abril de 1835. (Por entonces se llamaba «divorcio» a la separación matrimonial, con sentencia eclesiástica y sin solución del vínculo). Era hija de Juan Nepomuceno Roca de Togores y Escorcia, primer conde de Pinohermoso, grande de España, y de María Valcárcel y Pío de Saboya, su mujer, de los marqueses de Castel Rodrigo y príncipes Pío. No tuvieron descendencia. Una hermana de esta señora, Piedad Roca de Togores, había casado con Bernardino Fernández de Velasco, IX duque de Uceda, y fue madre de Bernardina Fernández de Velasco, la X duquesa, quien junto con su marido y «por amor y respeto» costeó el monumento funerario de su tío Cayetano.
| Predecesor: Juan José Ruiz de Apodaca y Eliza | Capitán General y Director de la Real Armada Española 1835 (25 de enero-6 de febrero) | Sucesor: Juan Ruiz de Apodaca |
| Predecesor: Ninguno                           | Presidente de la Regencia Provisional del Reino 1823 (11-15 de junio)                 | Sucesor: Cese de funciones    |